# Socjaldemokratyczna Partia Robotnicza Rosji
Socjaldemokratyczna Partia Robotnicza Rosji (SDPRR) lub RSDPR – Rosyjska Socjal-Demokratyczna Partia Robotnicza (ros. РСДРП – Россійская соціалъ-демократическая рабочая партія) – rosyjska socjaldemokratyczna partia polityczna działająca w latach 1898–1918.
Została utworzona 13 marca 1898 roku w Mińsku przez grupę działaczy skupionych wcześniej w Związku Walki o Wyzwolenie Klasy Robotniczej. Jej sekcjami autonomicznymi były SDKPiL i Bund. Działała zarówno na emigracji, jak i na terenie Rosji. Partia dysponowała licznymi organami prasowymi, w tym Iskrą. Od 1903 roku, po II zjeździe partii w Brukseli i Londynie, podzielona na frakcje bolszewików i mienszewików. Rozłam w partii spowodowany został przez spór pomiędzy Włodzimierzem Leninem a Julijem Martowem. Martow twierdził, że członkowie partii powinni działać niezależnie od kierownictwa partii, Lenin nie zgodził się z tym i podkreślił potrzebę silnego przywództwa. Sprawę poddano pod głosowanie. Martow wygrał je, otrzymując 28 do 22 głosów. Debata była kontynuowana po głosowaniu, przez co wielu działaczy Martowa opuściło Kongres w trakcie jego trwania na znak protestu. Lenin wykorzystał ten fakt w celach propagandowych i nazwał swoją frakcję bolszewikami, czyli większością. Oponentów popierających Martowa określił natomiast mienszewikami, czyli mniejszością. Niemniej jednak bolszewicy w kolejnych latach rzeczywiście stali się w partii większością i cieszyli się większym poparciem społecznym. Niektórzy członkowie partii próbowali zjednoczyć zwaśnione frakcje, co się nie udało.
Trzecią frakcją w SDPRR była działająca od 1913 frakcja międzydzielnicowców. Podczas rewolucji 1905 jej liczebność zaczęła znacząco wzrastać; w 1907 liczyła 84 300 członków, w tym 46 100 bolszewików i 38 200 mienszewików. Po upadku caratu i powrocie Lenina z emigracji wobec polityki przedstawionej przez niego w tezach kwietniowych drogi frakcji SDPRR ostatecznie się rozeszły, a frakcje wyodrębniły się w partie. Po rewolucji październikowej i stworzeniu monopartyjnej dyktatury przez bolszewików sprawująca władzę partia bolszewików utworzyła Rosyjską Komunistyczną Partię (bolszewików), natomiast partia mienszewików po przejściowym okresie tolerowanego istnienia w RFSRR w czasie rosyjskiej wojny domowej została ostatecznie zdelegalizowana przez bolszewików w roku 1920, a jej czołowi aktywiści udali się na wymuszoną emigrację.